# 小盐池
小盐池，位于中华人民共和国新疆维吾尔自治区塔城地区和布克赛尔蒙古自治县与昌吉回族自治州玛纳斯县交界地区的一个盐沼泽，地处玛纳斯湖以南的准噶尔盆地古尔班通古特沙漠中。远古时为玛纳斯湖的一部分，受地质构造运动和气候影响，从玛纳斯湖分离。20世纪50年代已演变为沼泽湖。现面积约20平方千米，呈东西走向长条状。《中国湖泊志》记录的数据水位为312米，长5千米，宽约3千米，面积15平方千米。